# Mistastinkrater
De Mistastinkrater is een inslagkrater in het noorden van de Canadese regio Labrador die grotendeels gevuld is door Mistastin Lake. Het ruwweg ronde meer heeft een diameter van 16 km terwijl de geschatte diameter van de krater zelf 28 km bedraagt. De krater is het gevolg van een meteorietinslag in het laat Eoceen tijdperk.

## Vorming en geologie van de krater
De Mistastinkrater is 36,6 ± 2 miljoen jaar geleden ontstaan door een meteorietinslag. De aanwezigheid van zirkonia rond de kraterrand suggereert dat de inslag temperaturen genereerde van meer dan 2.370 °C, halverwege die van het oppervlak van de zon. Dat zijn voor zover bekend de hoogste temperaturen die zich ooit op de aardkorst voordeden. De inslag veroorzaakte wereldwijde klimaatveranderingen die tot decennia na de impact duurden. De inslagkrater heeft een doorsnede van circa 28 km en aldus een oppervlakte van ongeveer 600 km².
Mishta-minishtikᐡ, het boogvormige centrale eiland van het meer, wordt geïnterpreteerd als de centrale opwaartse beweging van de complexe kraterstructuur. De doelbodem maakt deel uit van een batholiet die was samengesteld uit monzoniet, mangeriet en lenzen van anorthosiet. Er zijn overvloedige kenmerken van inslagmetamorfose te zien in de rotsen van het eiland. Planaire vervormingskenmerken, diaflectisch glas, smeltgesteenten en shatter cones zijn geïdentificeerd.

## Geografie

### Ligging
De Mistastinkrater ligt in het noorden van Labrador, het vastelandsgedeelte van de provincie Newfoundland en Labrador. In het noordwesten ligt het meer slechts 10 km verwijderd van de grens met Québec; de kraterrand ligt ongeveer op half die afstand van die provinciegrens.
De meest nabijgelegen plaatsen zijn de aan de oostkust gelegen Inuitgemeente Nain (110 km noordoostelijk) en het Innureservaat Natuashish (130 km oostelijk).

### Kratermeer
Mistastin Lake is het kratermeer dat het centrale gedeelte van de krater inneemt. Het ruwweg circulaire meer heeft een diameter van 16 km, met de oorspronkelijke kraterrand die gemiddeld zo'n 5 km van de oever verwijderd is. Mistastin Lake heeft een oppervlakte van 145 km² met het wateroppervlak dat 338 meter boven de zeespiegel ligt. Het omliggende landschap reikt tot bijna 300 meter boven het wateroppervlak.  Karakteristiek is het centraal gelegen en het hoefijzervormig eiland Mishta-minishtikᐡ (7,5 km²).
Het meer wordt gevoed door een aantal stroompjes waaronder in het oosten een klein riviertje genaamd Shinapiu-shipu. Het gehele stroomgebied van Mistastin Lake bedraagt 1.350 km². In het noordoosten watert het af via de rivier de Mistastin, een zijrivier van Head Brook.